# ستيفن دبليو. غروفز
ستيفن دبليو. غروفز (بالإنجليزية: Stephen W. Groves)‏ هو ضابط أمريكي، ولد في 29 يناير 1917 في ميلينكوت في الولايات المتحدة، وتوفي في 4 يونيو 1942 في المحيط الهادئ.